# Вице-президент (телесериал)
«Ви́це-президе́нт» (англ. Veep) — американский комедийный сериал с Джулией Луи-Дрейфус в главной роли. Идея сериала принадлежит Армандо Ианнуччи. Премьера шоу состоялась 22 апреля 2012 года на кабельном телеканале HBO. Премьера седьмого и заключительного сезона состоялась 31 марта 2019 года, а завершился сериал 12 мая 2019 года.

## Сюжет
В центре сюжета Селина Майер, успешный политический деятель и глава семьи. В первом сезоне она сенатор от Мериленда. В президентской кампании 2012 года она входит в штаб Стюарта Хьюза и избрана вице-президентом. Вокруг неё формируется команда. Эми Брукхаймер становится главой её штаба. Постепенно она набирает вес как политик в Демократической партии. В третьем сезоне главная героиня проводит успешную предвыборную кампанию, участвует в дебатах. На выборах 2016 года Селина и Том Джеймс баллотируется на пост Президента и Вице-Президента США и побеждают кандидатов от республиканской партии Билла О’Брайена и Лауру Монтез.
Тем не менее, на следующий день после президентских выборов, репортеры CNN сообщили о возможных ошибках при подсчете голосов. Вопрос о президентстве О’Брайена или Мейер был вынесен на голосование Палаты представителей США. Селина проиграла и в январе 2017 года была вынуждена покинуть Белый Дом. Некоторое время Селина занималась благотворительностью. Однако к выборам 2020 года она снова выдвинула свою кандидатуру.
В сериале также рассказывается о сложной семейной жизни героини. Селина развелась с мужем Эндрю и поддерживает сложные отношения с дочерью Кэтрин, которая оказывается лесбиянкой. Селина имеет недолгие романтические отношения со своим тренером Реем и вице-президентом Томом Джеймсом.

## Актёры и персонажи
- Джулия Луи-Дрейфус — Селина Майер: вице-президент (1—3 сезоны) и президент (4—5 сезоны) США.
- Анна Кламски — Эми Брукхаймер: глава штаба вице-президента.
- Тони Хейл — Гэри Уолш: личный помощник Селины.
- Рид Скотт — Дэн Иган: заместитель пресс-секретаря.
- Тимоти Саймонс — Джона Райан: сотрудник Белого дома.
- Мэтт Уолш — Майк МакКлинток: директор по связям с общественностью вице-президента, пресс-секретарь президента.
- Кевин Данн — Бен Кафферти: глава аппарата Белого дома.
- Гэри Коул — Кент Дэвидсон: старший стратег президента.
- Сэм Ричардсон — Ричард Сплетт.
- Хью Лори — Том Джеймс, вице-президент.
- Сьюф Брэдшоу — Сью Уилсон: секретарь вице-президента (1—3 сезоны), начальник отдела планирования (4—5 сезоны).
- Сара Сазерленд — Кэтрин, дочь вице-президента
- Дэн Баккедал — конгрессмен Роджер Фёрлонг
- Нельсон Фрэнклин — Уилл, личный помощник Фёрлонга
- Рэндалл Парк — губернатор Миннесоты Дэнни Чанг
- Исайя Уитлок-младший — генерал Джордж Мэддокс, министр обороны США
- Салли Филлипс — Минна Хаккинен, премьер-министр Финляндии
- Кэти Наджими — Уэнди Киган, журналистка, супруга Майка
- Кристофер Мелони — Рэй Уиланс, личный тренер вице-президента

## Обзор сезонов
| Сезон | Сезон | Эпизоды | Оригинальная дата показа | Оригинальная дата показа |
| Сезон | Сезон | Эпизоды | Премьера сезона          | Финал сезона             |
| ----- | ----- | ------- | ------------------------ | ------------------------ |
|       | 1     | 8       | 22 апреля 2012           | 10 июня 2012             |
|       | 2     | 10      | 14 апреля 2013           | 23 июня 2013             |
|       | 3     | 10      | 6 апреля 2014            | 8 июня 2014              |
|       | 4     | 10      | 12 апреля 2015           | 14 июня 2015             |
|       | 5     | 10      | 24 апреля 2016           | 26 июня 2016             |
|       | 6     | 10      | 16 апреля 2017           | 25 июня 2017             |
|       | 7     | 7       | 31 марта 2019            | 12 мая 2019              |

## Разработка и производство
Первоначально проект разрабатывался для телеканала ABC в сезоне 2007—2008 под названием The Thick of It, а главную роль играл Джон Майкл Хиггинс. Пилотный эпизод был снят весной 2007 года, однако так и не получил зелёный свет на дальнейшее производство. После того как ABC отказался от шоу, HBO, Showtime и NBC выразили заинтересованность к проекту. В конечном счете HBO купил шоу и начал его разработку в конце 2009 года. На главную роль была приглашена Джулия Луи-Дрейфус и в апреле 2011 года канал заказал съемки первого сезона из восьми эпизодов.
Пилотный эпизод получил преимущественно благоприятные отзывы от телевизионных критиков, и 30 апреля 2012 года, спустя неделю после премьеры, HBO продлил сериал на второй сезон. На 64-й церемонии вручения Прайм-тайм премии «Эмми» сериал был выдвинут в трех категориях на соискание наград: «Лучший комедийный сериал», «Лучшая актриса в комедийном телесериале» (Джулия Луи-Дрейфус) и «Лучший кастинг в комедийном сериале». Джулия Луи-Дрейфус выиграла «Эмми» за свою роль в сериале.

## Награды и номинации
- Прайм-таймовая премия «Эмми»
  - 2012 — премия за лучшую женскую роль в комедийном телесериале (Джулия Луи-Дрейфус), а также две номинации: лучший комедийный сериал и лучший кастинг для комедийного сериала.
  - 2013 — две премии за лучшую женскую роль в комедийном телесериале (Джулия Луи-Дрейфус) и за лучшую мужскую роль второго плана в комедийном телесериале (Тони Хейл), а также три номинации: лучший комедийный сериал, лучшая женская роль второго плана в комедийном телесериале (Анна Кламски) и лучший кастинг для комедийного сериала.
  - 2014 — премия за лучшую женскую роль в комедийном телесериале (Джулия Луи-Дрейфус), а также 8 номинаций: лучший комедийный сериал, лучший сценарий комедийного телесериала, лучшая мужская роль второго плана в комедийном телесериале (Тони Хейл), лучшая женская роль второго плана в комедийном телесериале (Анна Кламски), лучший приглашённый актёр в комедийном телесериале (Гэри Коул), лучший кастинг для комедийного сериала, лучшая работа художника-постановщика для современной программы, лучшее микширование звука.
  - 2015 — 5 премий: лучший комедийный сериал, лучший сценарий комедийного телесериала, лучшая женская роль в комедийном телесериале (Джулия Луи-Дрейфус), лучшая мужская роль второго плана в комедийном телесериале (Тони Хейл), лучший кастинг для комедийного сериала. Кроме того, сериал получил 4 номинации: лучшая режиссура для комедийного сериала (Армандо Ианнуччи), лучшая женская роль второго плана в комедийном телесериале (Анна Кламски), лучшая работа художника-постановщика для повествовательной программы, лучшее микширование звука.
  - 2016 — три премии: лучший комедийный сериал, лучшая женская роль в комедийном телесериале (Джулия Луи-Дрейфус), лучший кастинг для комедийного сериала. Кроме того, сериал получил 13 номинаций: лучшая режиссура для комедийного сериала (Крис Эддисон, Дэвид Мэндел, Дейл Стерн), лучший сценарий комедийного телесериала (2 номинации), лучшая мужская роль второго плана в комедийном телесериале (Тони Хейл, Мэтт Уолш), лучшая женская роль второго плана в комедийном телесериале (Анна Кламски), лучший приглашённый актёр в комедийном телесериале (Мартин Малл), лучшая работа художника-постановщика для повествовательной программы, лучший монтаж для комедийного сериала (2 номинации), лучшее микширование звука.
  - 2017 — 5 премий: лучший комедийный сериал, лучшая женская роль в комедийном телесериале (Джулия Луи-Дрейфус), лучший кастинг для комедийного сериала, лучшая операторская работа (Дэвид Дж. Миллер), лучшая работа художника-постановщика для повествовательной программы. Кроме того, сериал получил 12 номинаций: лучшая режиссура для комедийного сериала (Морган Сэкетт, Дэвид Мэндел, Дейл Стерн), лучший сценарий комедийного телесериала (2 номинации), лучшая мужская роль второго плана в комедийном телесериале (Тони Хейл, Мэтт Уолш), лучшая женская роль второго плана в комедийном телесериале (Анна Кламски), лучший приглашённый актёр в комедийном телесериале (Хью Лори), лучший монтаж для комедийного сериала (2 номинации), лучшее микширование звука.
  - 2019 — 9 номинаций: лучший комедийный сериал, лучший сценарий комедийного телесериала (Дэвид Мэндел), лучшая женская роль в комедийном телесериале (Джулия Луи-Дрейфус), лучшая мужская роль второго плана в комедийном телесериале (Тони Хейл), лучшая женская роль второго плана в комедийном телесериале (Анна Кламски), лучший приглашённый актёр в комедийном телесериале (Питер Макникол), лучший кастинг для комедийного сериала, лучшая работа художника-постановщика для повествовательной программы, лучшее микширование звука.

Премия Гильдии киноактёров США
  - 2014 — премия за лучшую женскую роль в комедийном телесериале (Джулия Луи-Дрейфус), а также номинация за лучший актёрский ансамбль в комедийном телесериале.
  - 2015 — две номинации за лучшую женскую роль в комедийном телесериале (Джулия Луи-Дрейфус) и за лучший актёрский ансамбль в комедийном телесериале.
  - 2016 — две номинации за лучшую женскую роль в комедийном телесериале (Джулия Луи-Дрейфус) и за лучший актёрский ансамбль в комедийном телесериале.
  - 2017 — премия за лучшую женскую роль в комедийном телесериале (Джулия Луи-Дрейфус), а также номинация за лучший актёрский ансамбль в комедийном телесериале.
  - 2018 — две премии за лучшую женскую роль в комедийном телесериале (Джулия Луи-Дрейфус) и за лучший актёрский ансамбль в комедийном телесериале.

«Золотой глобус»
  - 2013 — номинация за лучшую женскую роль в комедийном телесериале (Джулия Луи-Дрейфус).
  - 2014 — номинация за лучшую женскую роль в комедийном телесериале (Джулия Луи-Дрейфус).
  - 2015 — номинация за лучшую женскую роль в комедийном телесериале (Джулия Луи-Дрейфус).
  - 2016 — две номинации за лучший комедийный телесериал и за лучшую женскую роль в комедийном телесериале (Джулия Луи-Дрейфус).
  - 2017 — две номинации за лучший комедийный телесериал и за лучшую женскую роль в комедийном телесериале (Джулия Луи-Дрейфус).

«Выбор телевизионных критиков»
  - 2012 — номинация за лучшую женскую роль в комедийном телесериале (Джулия Луи-Дрейфус).
  - 2013 — две номинации за лучший комедийный телесериал и за лучшую женскую роль в комедийном телесериале (Джулия Луи-Дрейфус).
  - 2014 — премия за лучшую женскую роль в комедийном телесериале (Джулия Луи-Дрейфус), а также две номинации: лучший комедийный телесериал, лучшая мужская роль второго плана в комедийном телесериале (Тони Хейл).
  - 2015 — три номинации: лучший комедийный телесериал, лучшая женская роль в комедийном телесериале (Джулия Луи-Дрейфус), лучшая мужская роль второго плана в комедийном телесериале (Тони Хейл).
  - 2016 — 4 номинации: лучший комедийный телесериал, лучшая женская роль в комедийном телесериале (Джулия Луи-Дрейфус), лучшая мужская роль второго плана в комедийном телесериале (Тони Хейл), лучшая женская роль второго плана в комедийном телесериале (Анна Кламски).

«Ассоциация телевизионных критиков»
  - 2012 — номинация за индивидуальное достижение в комедии (Джулия Луи-Дрейфус).
  - 2013 — две номинации за выдающееся достижение в комедии и за индивидуальное достижение в комедии (Джулия Луи-Дрейфус).
  - 2014 — две премии за выдающееся достижение в комедии и за индивидуальное достижение в комедии (Джулия Луи-Дрейфус).
  - 2015 — номинация за индивидуальное достижение в комедии (Джулия Луи-Дрейфус).
  - 2016 — две номинации за выдающееся достижение в комедии и за индивидуальное достижение в комедии (Джулия Луи-Дрейфус).
  - 2017 — две номинации за выдающееся достижение в комедии и за индивидуальное достижение в комедии (Джулия Луи-Дрейфус).
  - 2019 — две номинации за выдающееся достижение в комедии и за индивидуальное достижение в комедии (Джулия Луи-Дрейфус).